# 関ジャニ∞青春ドラマシリーズ
『関ジャニ∞青春ドラマシリーズ』（かんジャニエイトせいしゅんドラマシリーズ）は、関西テレビで2006年12月27日から12月29日にかけて3日間連続で放送された、関ジャニ∞（村上信五・渋谷すばる・横山裕）主演のスペシャルドラマ。
関西テレビのほか、一部地域でも放送された。
2007年8月15日に各作品ともそれぞれDVD発売され、また3作品を同梱した特典映像等を含む4枚組DVDBOXも発売された。

## ダイブ・トゥ・ザ・フューチャー
『ダイブ・トゥ・ザ・フューチャー』は、関西テレビで2006年12月27日に放送されたスペシャルドラマ。主演は村上信五。

### あらすじ（ダイブ・トゥ・ザ・フューチャー）
何をやっても中途半端な誠次は、受け忘れた必修講義の追試の代わりに、その講義の女教授がコーチを務める飛び込みチームと共に試合に出ることを言い渡される。嫌々と始めた飛び込みだったが、チームメイトの北白河らと切磋琢磨していくうちに飛び込みの魅力にのめり込んでいく。

### 登場人物（ダイブ・トゥ・ザ・フューチャー）
越中誠次（こしなか せいじ）
演 - 村上信五
なにをやっても中途半端な大学生。就職活動中であるが、必修科目の追試を受けそびれ、単位習得が危ぶまれてしまう。
北白河悟（きたしらかわ さとる）
演 - 安田章大
飛び込みのチーム『とびうおダイビング』のメンバーで誠次のライバル。ナルシストでプライドが高い。また、『華道・夢幻流』の名取りでもある。
下田（しもだ）
演 - 錦戸亮
誠次の大学の友人。誠次の受けそびれた追試の存在を教えた。
桐島美鶴（きりしま みつる）
演 - ちすん
『とびうおダイビング』のメンバー。24歳のOL。
久保翔（くぼ かける）
演 - 田中祥平
『とびうおダイビング』のメンバー。メンバー最年少の10歳。恭子の息子。
代田万太郎（しろた まんたろう）
演 - 古川貴博
『とびうおダイビング』のメンバー。19歳ながら糖尿病もち。
山崎剣介（やまざき けんすけ）
演 - 田中要次
ライバルチームである『ウルトラジャンプ』のコーチ。
星野恭子（ほしの きょうこ）
演 - 杉本彩
飛び込みの元・オリンピック選手。『とびうおダイビング』のコーチで、誠次が通う大学の助教授。
解説
演 - 寺内健（特別出演）
競技会のゲスト解説者。
その他のキャスト
演 - 宮田圭子、森下じんせい、竹下眞、稲盛誠、杉山陽子、三輪祐介、三坂賢二郎、小畑智哉、藤原浩太郎、吉武周平、坂口隆男、西田健一、置田浩紳、宮元香織

### スタッフ（ダイブ・トゥ・ザ・フューチャー）
- 脚本：岡本貴也
- 音楽：前田栄達（エレクトリックギュインズ）
- エンディングテーマ：関ジャニ∞[注 2]「太陽の子供」（テイチクレコード）
- 撮影：西村武純
- 撮影助手：中山秀一
- VE：塚本滋喜
- 音声：宮島雅俊
- 照明：金子宗央、吉岡誠
- 編集：堀田秀治
- 効果：萩原隆之
- 美術制作：岡崎忠司
- デザイン：嶋田良一
- 美術制作補佐・大道具：吉岡修一
- 装飾：中野勝
- 装身具：秋丸弘美
- 衣装：牧野浩之
- スタイリスト：盛安敏子、三枝裕子
- メイク：野村雅美
- イラスト：ひろぽん
- タイトル：広田真吾
- 劇用車：スペシャル・バーツ・イハラ
- 劇用車運搬：立秋モータース
- 車両：フォレスト
- 生花指導：未生流
- 技術協力：ウエストワン、大阪共立、東通
- 編成：乾正志
- 広報：金子佳奈子
- 記録：田之畑恵
- 制作：廣岡美代
- 演出補佐：大城哲他、大畑拓也、鈴木統
- AP：栄川歩美
- プロデューサー：谷口俊哉（関西テレビ）
- 演出：木村弥寿彦（関西テレビ）
- 制作協力：ジャニーズ事務所、東通企画
- 撮影協力：財団法人大阪水泳協会
- 制作：関西テレビ放送

## ダブル
『ダブル(複体)』は、関西テレビで2006年12月28日に放送されたスペシャルドラマ。主演は渋谷すばる。

### あらすじ（ダブル）
天才ピアニストとしてニューヨークで活躍するスバルは、3年前に日本で誤って女性を轢いてしまった過去を持つ。久しぶりに日本へ戻ってきた際に、当時の恋人と仕事先で再開する。しかし、日本に戻ってきて以来、自分に覚えのない写真をマスコミに撮られたりするなど、不可解なことが多々起こる。まるでスバルが2人いるかのように…。

### 登場人物（ダブル）
スバル
演 - 渋谷すばる
天才ピアニスト。3年前に恋人の美月との約束へ向かう途中、誤って女性を轢いてしまうが、逃げるように恋人とも会わぬままデビューの決まっていたニューヨークへと旅立った過去を持つ。
昴（すばる）
演 - 渋谷すばる（二役）
清掃員。どこにでもいるような普通の青年で、スバルと瓜二つの顔を持つ。
丸山（まるやま）
演 - 丸山隆平
スバルのマネージャー。スバルの良き理解者。
大倉（おおくら）
演 - 大倉忠義
スバルのパーティーに出席し、そのドラム捌きで多くの人を魅了するドラマー。
DJ安田（ディージェー やすだ）
演 - 安田章大
FM局の人気DJ。自らの番組にスバルを出演させる。
清野美月（きよの みづき）
演 - 星野真里
スバルの元恋人。フラワーコーディネーター。スバルの凱旋帰国コンサートのステージの花をコーディネートする。
白石チカコ（しらいし チカコ）
演 - 須藤温子
美月のアシスタント。3年前に交通事故に遭っており、以前恋人がいた。
澤田光一（さわだ こういち）
演 - 高賀紘之信
美月のアシスタント。
テノール歌手
演 - 榎本輝明
ピアニスト
演 - 吉田衣里
アナウンサー
演 - 岡本栄（関西テレビアナウンサー）
その他のキャスト
演 - アン☆ドゥ（森下雅美、森下里美）、北村香織、田中里枝、上田泰三、西村亜矢子、三浦加洋子、河野仁、花城アリア

### スタッフ（ダブル）
- 脚本：柚木れい
- 音楽：岡野弘幹
- 撮影：日浅宏ー
- 撮影助手：山添雅嗣
- VE：高橋辰夫
- 照明：中島啓
- 音声：長谷川周作
- 編集：大須賀真紀
- 効果：森道子
- 美術制作：能島友香
- デザイン・美術進行：嶋田良一
- 大道具：三浦洋
- 装飾：中野勝
- 装身具：筒井由佳
- 衣装：牧野浩之
- スタイリスト：盛安敏子、三枝裕子
- メイク：正田早百合
- 視覚効果：金澤英昌
- 電飾：中井高貴
- ピアノ演奏：飯田一樹
- 劇用車：シネマオート
- 車両：フォレスト
- タイトル：新開融
- 撮影協力：ウエストワン、東通、大阪共立
- 編成：乾正志
- 広報：金子佳奈子
- 記録：田之畑恵
- 制作：元村次宏
- 演出補佐：小河久史、木村淳、本田義博
- AP：栄川歩美
- プロデューサー・演出：谷口俊哉（関西テレビ）
- 制作協力：ジャニーズ事務所、東通企画
- 制作：関西テレビ放送

## 蹴鞠師
『蹴鞠師』（けまりし）は、関西テレビで2006年12月29日に放送されたスペシャルドラマ。主演は横山裕。

### あらすじ（蹴鞠師）
源平の世、蹴鞠を殺人武術として駆使し、世を陰で動かしていた集団・蹴鞠師が存在していた。そして現在、普通の大学生である春日陽は、蹴鞠師・龍家の末裔という隠された顔を持っていた。春日は、親友の七海慎一のために、非合法の地下カジノで行われている1対1で争うボールを使った格闘技『サクリファイス』に出場しお金を稼いでいた。

### 登場人物（蹴鞠師）
春日陽（かすが ひろ）
演 - 横山裕
普通の大学生だが、蹴鞠師・龍家の末裔。手術が必要な七海のためにお金を稼ぐべく、非合法なボールの格闘技『サクリファイス』に出場する。
七海慎一（ななみ しんいち）
演 - 大倉忠義
春日の幼馴染にして親友。春日の起こしたバイク事故によって足を負傷し車椅子で生活している。
黒島（くろしま）
演 - 錦戸亮
地下カジノ組織のメンバー。ある目的のために組織に加入している。
立花茉莉（たちばな まり）
演 - 佐藤めぐみ
春日と同じ大学に通う学生。酔っ払いに絡まれていた所を春日に助けられて以降、春日と関わるようになる。
ボス
演 - 佐川満男
地下カジノ組織のトップ。春日に『サクリファイス』のファイトマネーを支給している。
東村教授
演 - 大和田伸也
春日が通う大学の教授。蹴鞠の歴史を紐解く講義を行っている。
その他のキャスト
演 - 寺本進、矢野順也、田尻謙児（セパタクロー日本代表）、岩佐拓、戸澤アキラ、高谷裕己、佐川正治、栗田正明、谷広子、古本輝海、興津正太郎、古村秀太、山口孝二、関戸伸昭、渡辺貴志、坂本正幸、小栗恵里奈、柴崎辰治、槙山広樹、水野梨絵、惣田葉月、杉澤美来、西本清香、青山香、児玉祐子、千葉牢子、金ヶ浦悦子、ジョーン・ブライアン、ページ・トーマス、ドナルド・ギャグナー

### スタッフ（蹴鞠師）
- 脚本：上田信彦
- 音楽：門倉聡
- エンディングテーマ：関ジャニ∞「未来の向こうへ」（テイチクレコード）
- 撮影：横山和明、中山秀一
- 撮影助手：小嶋公也、赤井亮介
- 映像：塚本滋喜
- 照明：中島啓、原口祥明
- 照明助手：徳永勤、阿部健太、岡田雄介、金子宗央
- 音声：長谷川周作
- 音声助手：寺嶋紀雄、曲渕正巳
- 編集：矢野数馬
- CG：松本卓也、坂根孝二
- ペイント：寺本秀輝
- 音響効果：中嶋泰成
- 音効助手：萩原隆之、寺脇千景
- 美術プロデューサー：永田道徳
- デザイン：嶋田良一
- デザイン補：青野勝
- 装飾：横田浩之
- 装身具：筒井由佳
- スタイリスト：盛安敏子
- メイク：正田早百合
- タイトル：川角諭志
- ワイヤー：山本哲郎、坂井良平、田畑絢也、福島崇宏、伊藤滋規、山田真生、関宝良、布施孝将
- 車両：立山征夫、山田優、堀田茂彦、原泰
- アニメーション演出：髙木由絵
- 作画監督：後村武
- 作画：李普螺、前田美智代
- アニメーション撮影：伊藤正弘
- 仕上：千葉智子
- 題字：晃鳳
- 版画：美伯
- 絵画制作：田原麻衣
- 記録：上田ゆり
- 制作：岡田浩洋、中山志穂
- 編成：乾正志
- 広報：金子佳奈子
- 和太鼓：時勝矢一路
- ナレーション：山本浩之（関西テレビ）
- 演出補：宮地正幸、木村淳、萩原崇
- アクション監督：浅井宏樹
- プロデューサー：谷口俊哉（関西テレビ）
- 演出：白木啓一郎（関西テレビ）
- 制作協力：ジャニーズ事務所、東通企画
- 制作・著作：関西テレビ放送